# Порус (фамилия)
Порус (идиш פרוש‎, ивр. פרוש‎, нем. Porusch, англ. Porush, чеш. Poruš) — еврейская фамилия.
Варианты — Порус; Поруш.
«Порус», как фамилия, произошла от созвучного еврейского корня «параш», означающего «толкование, трактовка». У этого же корня «параш» есть другая трактовка; «аскет, отшельник, обособленный».
«Прушим» (то, что в русской транскрипции стало звучать как «фарисеи») — так назывались приверженцы одного течения в иудаизме после разрушения Второго Храма. Так же называли литовских ортодоксов — учеников Виленского гаона.
О жизни порушей в еврейских общинах Бреста писал Ехезкель Котик.
Корень «паруш» содержится в фамилии he:נפתלי צבי פרוש — раввина Фельдмана 1823 года рождения из Бобруйска, взявшего эту фамилию. Им была заложена известная династия раввинов.